# 日茹内
日茹内（法語：Gijounet，法語發音：[ʒiʒunɛ]）是法国奧克西塔尼大區塔恩省的一个市镇，属于卡斯特尔区。

## 地理
日茹内（43°42'52"N, 2°36'56"E）面积15.13 平方千米，位于法国奧克西塔尼大區塔恩省，该省份为法国南部内陆省份，北起顺时针与阿韦龙省、埃罗省、奥德省、上加龙省和塔恩-加龙省接壤。
与日茹内接壤的市镇（或旧市镇、城区）包括：贝尔拉茨、丰里约、拉科讷、维亚讷。

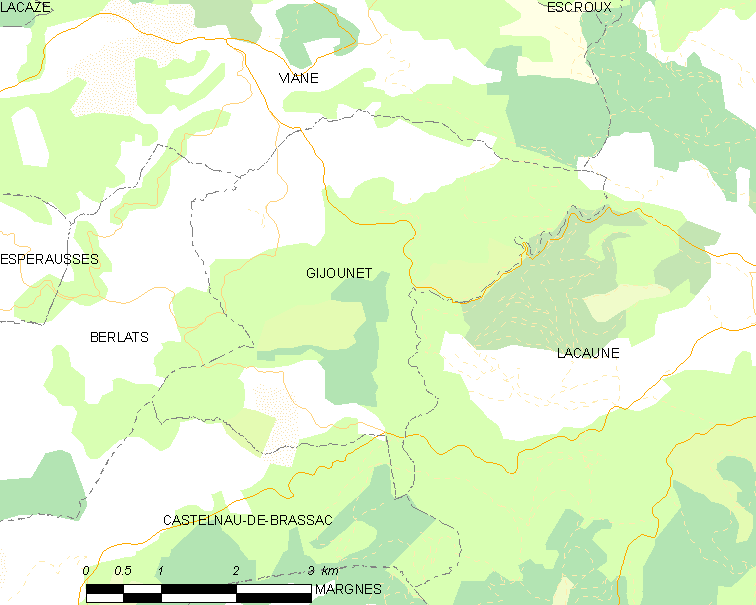
日茹内的OSM定位图

日茹内的时区为UTC+01:00、UTC+02:00（夏令时）。

## 行政
日茹内的邮政编码为81530，INSEE市镇编码为81103。

## 政治
日茹内所属的省级选区为奥克高地县。

## 人口

1962-2008年间日茹内人口变化图示

日茹内于2022年1月1日时的人口数量为122人。